# 매트록스
매트록스 일렉트로닉 시스템 주식회사(Matrox Electronic Systems Ltd)는 캐나다 퀘벡주 도르발에 위치한 회사로 그래픽 카드 부품과 개인용 컴퓨터를 위한 장비를 생산한다. 론 트로티에(Lorne Trottier)와 Branko Matić(브랑코 매틱)이 설립했으며 두 사람의 성의 일부('ma', 'tro')와 탁월함을 뜻하는 excellence의 'x'를 따서 Matrox라는 이름을 지었다.
매트록스는 전문가용의 한 대 이상의 모니터를 하나의 카드로 제어할 수 있는 다중 화면 그래픽 카드를 전문으로 생산한다. 매트록스 그래픽 카드의 주 수요층은 2차원, 3차원, 비디오 그래픽스 관련 전문가와 과학, 의학, 군사 그리고 재무 관련 워크스테이션 사용자들이다.
1990년대 동안 매트록스의 "밀레니엄"(Millennium) 제품군은 빠른 2차원 처리 속도와 화질로 유명했다. 그 이후로도 시장에서의 위치를 유지하기 위해 노력했지만 점차 3차원 기능이 중시되면서 그 위상을 잃게 되었다. 그 결과, 매트록스는 자사 그래픽 카드의 주 판매 대상을 3차원 게임에서 벗어나 전문가 군으로 특화시키게 되었다. 최근 매트록스의 그래픽 카드 시장 점유율은 3-5% 선에 그치고 있다.
2000년대 오랜 잠적을 깨고 파헬리아 시리즈를 출시했다. 매트록스 특유의 장점인 멀티 디스플레이, 10억의 기가컬러 구현, 향상된 앤티에일리어싱 등으로 많은 그래픽 사용자들의 주목을 받았으나 타사의 시리즈에 비해 열악한 3차원 성능으로 시장에서 고배를 마셔야만 했다. 그리고 2008년대 후반 다시금 M9120을 출시했다. 파헬리아에 비해 강화된 3차원 성능과 멀티 디스플레이를 제공하고, 90나노 공정으로 전력소모와 발열을 감소시켰다. 현재는 자체 GPU는 제작하지 않고 라데온 기반으로만 제작하고 있다.

## 매트록스 그래픽 카드 목록
- 매트록스 울티마
- 매트록스 임프레션
- 매트록스 미스틱
- 매트록스 밀레니엄
- 매트록스 미스틱 220
  - 매트록스 미스틱 220 비지니스
- 매트록스 밀레니엄 II
- 매트록스 m3D
- 매트록스 프로덕티바 G100
  - 매트록스 프로덕티바 G100 MMS
- 매트록스 미스틱 G200
- 매트록스 밀레니엄 G200
  - 매트록스 밀레니엄 G200 LE
  - 매트록스 밀레니엄 G200 DVI
  - 매트록스 밀레니엄 G200 MMS
- 매트록스 마블 G200
- 매트록스 밀레니엄 G250
  - 매트록스 밀레니엄 G250 LE
- 매트록스 밀레니엄 G400
  - 매트록스 밀레니엄 G400 MAX
- 매트록스 마블 G400
- 매트록스 밀레니엄 G450
  - 매트록스 밀레니엄 G450 DVI
  - 매트록스 밀레니엄 G450 MMS

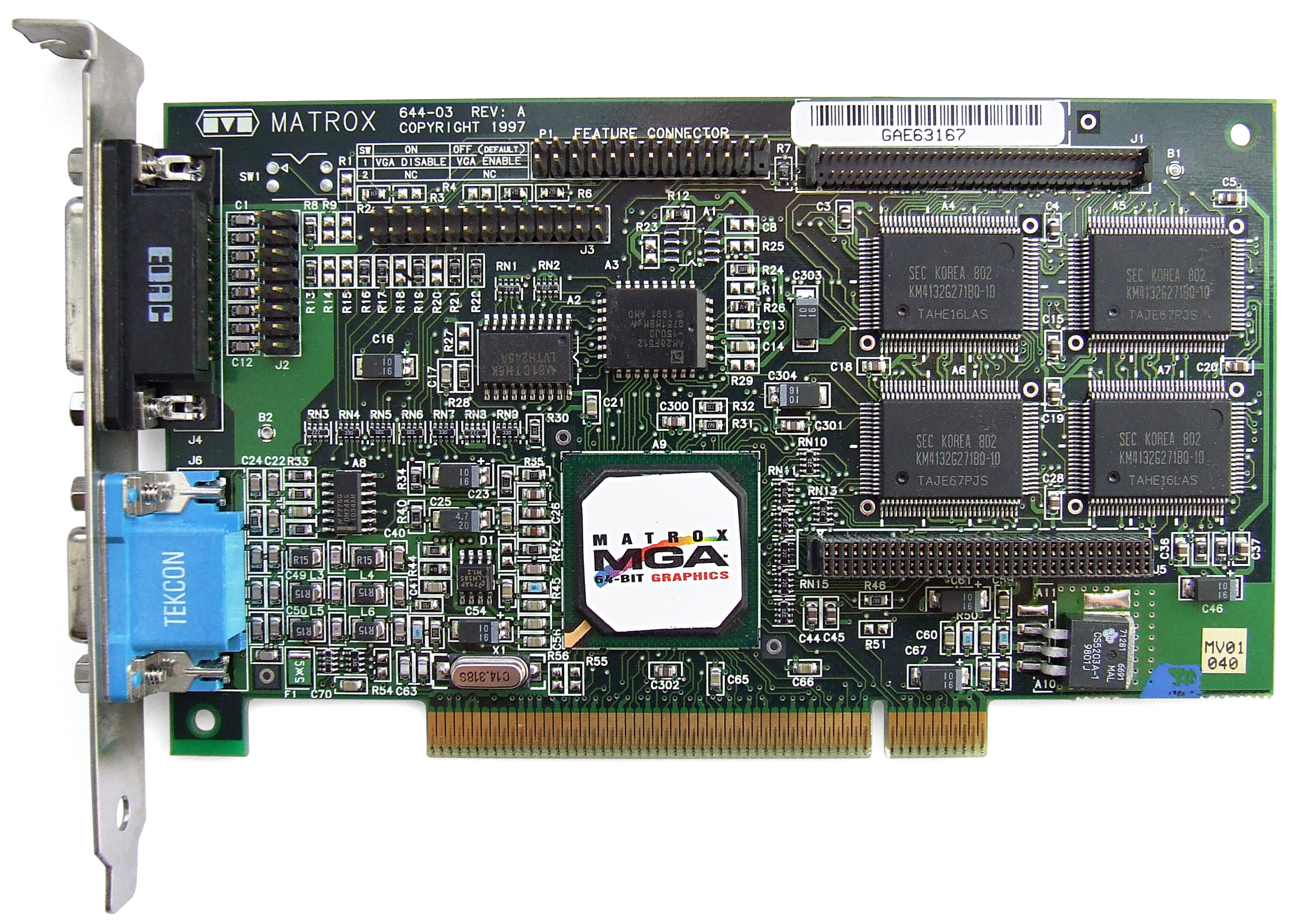
매트록스 미스틱(Matrox Mystique 220)

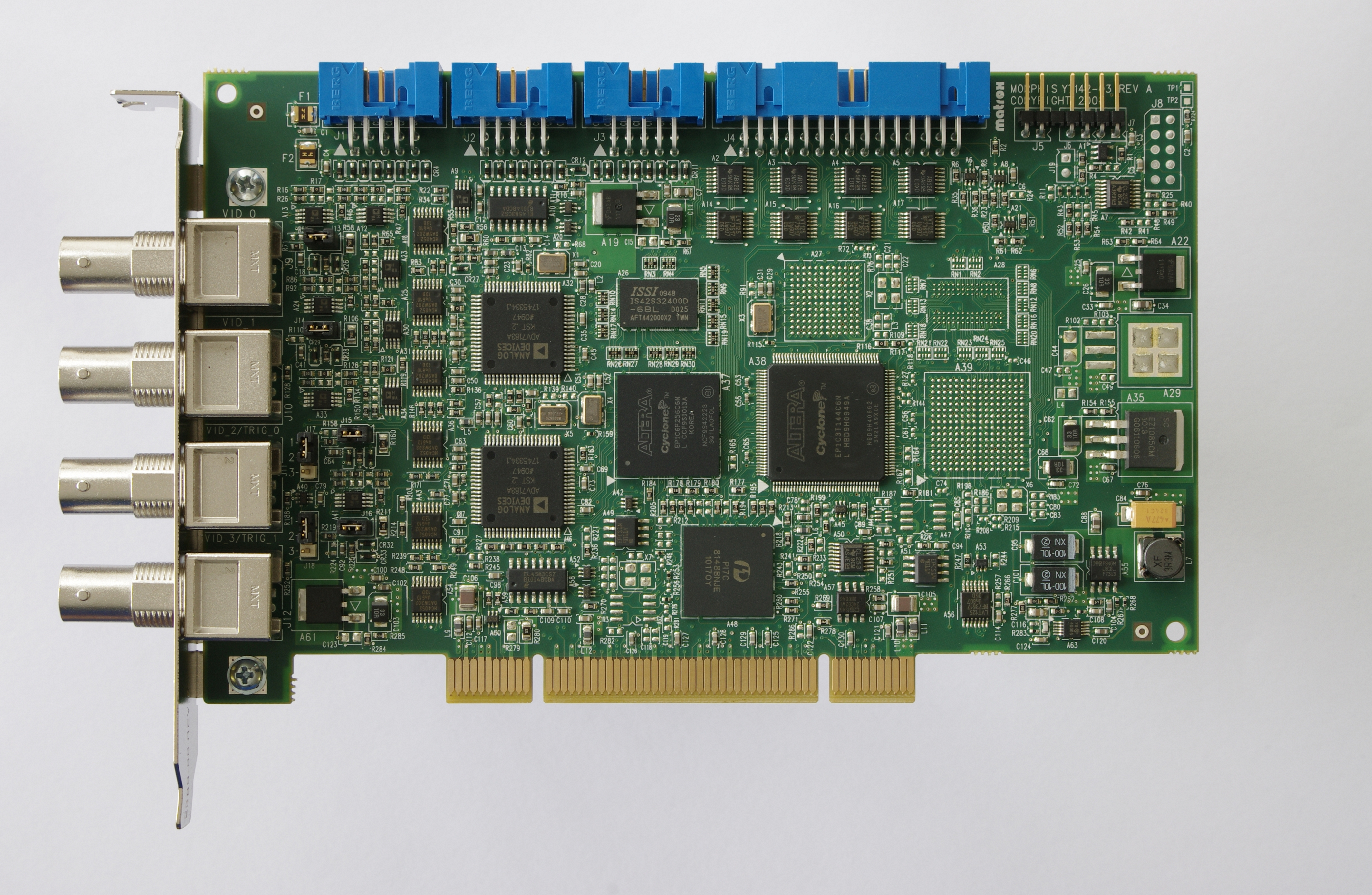
매트록스 모피스 프레임그래버(Matrox Morphis Framegrabber)

  - 디지털 퍼스트 밀레니엄 G450 (대한민국에서 라이선스 생산)
- 매트록스 Marvel G450 eTV
- 매트록스 밀레니엄 G550
  - 디지털 퍼스트 밀레니엄 G550 (대한민국에서 라이선스 생산)
  - 매트록스 밀레니엄 G550 DVI
  - 매트록스 밀레니엄 G550 Dual-DVI
  - 매트록스 G550 PCIe X1
- 매트록스 파헬리아 (2002)
  - 매트록스 밀레니엄 P650
  - 매트록스 밀레니엄 P750
  - 매트록스 파헬리아-512 (2003)
  - 매트록스 파헬리아 PCI
  - 매트록스 파헬리아 HR256
  - 매트록스 파헬리아 Precision SGT
  - 매트록스 파헬리아 QID/QID PRO
  - 매트록스 APVe X16
  - 매트록스 QID PCIe X16
  - 매트록스 P650 PCIe X16
  - 매트록스 M9120 PCIe X16
  - 매트록스 M9140PCIe X16
  - 매트록스 M9148PCIe X16

## 매트록스 의학용 이미징 카드 모델
(미확정 목록)
- MED 시리즈:
  - MED2mp
  - MED3mp
  - MED5mp
- RAD 시리즈:
  - RAD2mp
  - RAD3mp
  - RAD9mp
  - RADQ2mp
- TheatreVUE 시리즈:
  - TheatreVUE T20
  - TheatreVUE T30

## 같이 보기
- 컴퓨터 그래픽스
- ATI
- 엔비디아